# Церква Різдва Пресвятої Богородиці (Розлуч)
Церква Різдва Пресвятої Богородиці — дерев'яна церква у селі Розлуч Самбірського району Львівської області. Збудована у 1876 році у типовому бойківському стилі. Належить до Православної церкви України.

## Історія

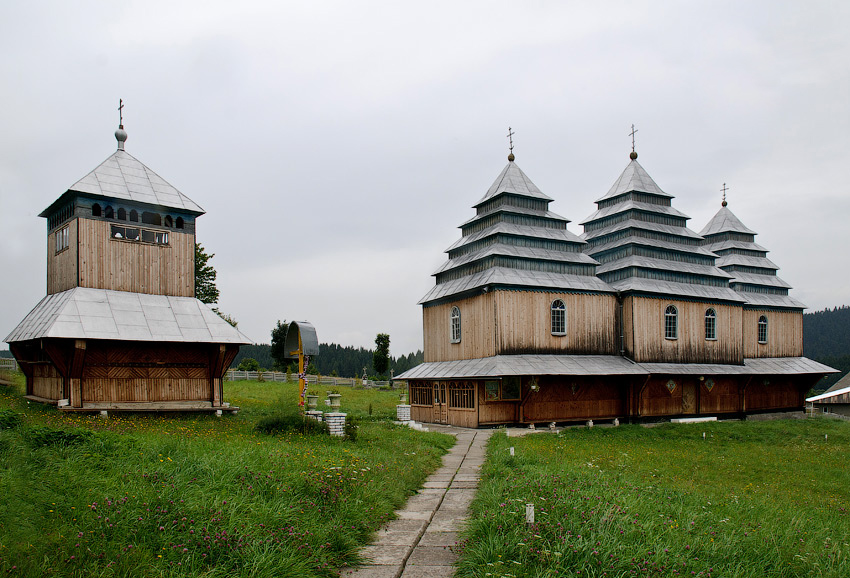
Церква до ремонту, фото 2009 року

Раніше на цьому місці стояв давніший храм, відомий з 1534 року. Саме в цьому році самбірський староста Станіслав Одровонж продав лан ґрунту на церкву. У 1783 році перша церква згоріла, у 1875 році така ж доля спіткала і другу церкву. Замість неї майстер Гаврило Роман збудував новий храм. До будови долучився Йосиф Гаммер — керівник промислового товариства у Відні та власник лісів у околиці Розлуча. Він безкоштовно надав будівельний матеріал для спорудження церкви. Перші дзвони були придбані у 1876 році. У Першу світову війну австрійські військові забрали два дзвони для потреб армії. У 1926 році громада придбала дзвони, яких бракувало. У роки Другої світової війни люди, навчені гірким досвідом попередньої війни заховали дзвони від німців і в такий спосіб зберегли їх. Після закінчення війни їх відкопали та встановили на дзвіниці, де вони знаходяться й зараз.

## Опис
Тризрубна церква відрізняється багатоярусними банями. Є три бані, на кожній з них дах складається з п'яти ярусів. Основа церкви дерев'яна, створена спеціально в стилі селищних церков 17-19 століть. Поруч стоїть невисока двох'ярусна дерев'яна дзвіниця, з широким піддашшям, кріплена простим замком і завершена чотирисхилим дахом з кованим хрестом.